# Coq au vin

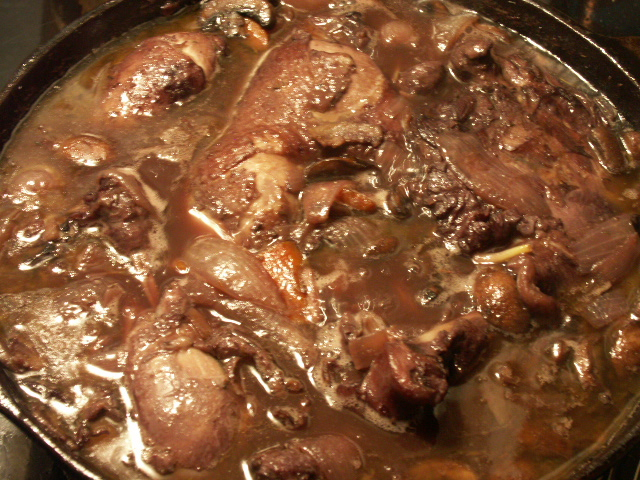
Coq au vin

Coq au vin é um prato típico da culinária francesa, feito à base de carne de galo (opcionalmente frango) e vinho. Quando se menciona apenas “coq au vin”, trata-se duma preparação com vinho tinto.  No entanto, também há receitas de “Coq au vin blanc” (geralmente, não francesas) , mas existe a receita tradicional de “Coq au vin blanc d’Alsace” ou “Riesling”,  assim como o “Coq au vin jaune” do Jura ou Franche Comté, que é um vinho seco e perfumado; a receita leva “morilles”, que são cogumelos do género Morchella e têm um sabor forte 
Diz a lenda que o prato surgiu por volta de 50 a.C., por um motivo histórico. Os gauleses (liderados por Vercingetórix) estavam em guerra com os romanos, até que o exército de Júlio César cercou uma aldeia e o chefe mandou um galo de briga a César, que respondeu com um convite para um jantar feito com o próprio galo cozido no vinho da região. 